# Алёшина вода
Алёшина вода (КН 551-1) — пещера горизонтального типа на Долгоруковском массиве в Крыму. Находится в 20 минутах ходьбы от знаменитой Красной пещеры. Протяжённость — 620 м, амплитуда 10 м, площадь — 750 м², объём — 960 м³, высота входа — 580 м, категория сложности — 3Б.

## Описание
Протяжённость — 620 м, амплитуда 10 м, площадь — 750 м², объём — 960 м³, высота входа — 580 м, категория сложности — 3Б.
Вход в пещеру находится под скальным обрывом в верховьях короткого левого притока реки Краснопещерная, на западном склоне массива. Пещера заложена в верхнеюрских известняках и состоит из главной галереи шириной 2-5 м и высотой 0,2-8 м, принимающей три небольших приливы. По дну галереи протекает ручей, который образует несколько сифонов. В привходовой части пещеры (до первого сифона) сталактиты и сталагмиты отсутствуют. Длина первого сифона составляет 3 м, глубина — около 1 м, что позволяет пройти его без акваланга. В средней и дальней части пещеры есть сталактиты, сталагмиты и отдельные гуры.
Пещера исследована на протяжении 550 м. Исследованная часть пещеры содержит 5 сифонов, протяжённостью 25, 90, 25, 80 и 100 метров и глубиною 5, 8, 3, 17 и 10 метров. Это крупнейшая серия сифонов в Крыму.
Из пещеры вытекает одноимённый ручей, образующий несколько каскадов-водопадов.

## История
Вход в пещеру раскопан Алексеем Прибиловским в 1959—1962 годах, им же было присвоено первоначальное название «Жёлтая пещера». Впоследствии пещера была переименована в «Алёшину воду» в честь первооткрывателя. Дальнейшее исследование пещеры проводилось симферопольскими спелеологами под руководством А. Ф. Козлова.
В начале 1990-х годов пещера исследовалась Владимиром Киселевым. После его гибели в пещере «Железные Ворота», впервые пройденные им далекие сифоны этой пещеры (90/-8, 80/-17, 100/-10) принято называть его именем.
В 2021-м году, сифон №1 был откачан спелеологом М. В. Шабановым настолько, что стало возможным пройти пещеру с частичным погружением в воду без акваланга или задержки дыхания.